# 塞尔雅克
塞尔雅克（法語：Sergeac，法語發音：[sɛʁʒak]）是法国多尔多涅省的一个市镇，属于萨拉拉卡内达区。

## 地理
塞尔雅克（45°0'9"N, 1°6'23"E）面积10.71 平方千米，位于法国新阿基坦大区多爾多涅省，该省份为法国西南部内陆省份，是法國本土面积第三大的省，大致对应佩里戈尔地区，北起顺时针与夏朗德省、上维埃纳省、科雷兹省、洛特省、洛特-加龙省、吉倫特省和滨海夏朗德省接壤。
与塞尔雅克接壤的市镇（或旧市镇、城区）包括：托纳克、佩扎克勒穆斯捷、韦泽尔河畔圣莱昂、塔涅斯、瓦洛茹。

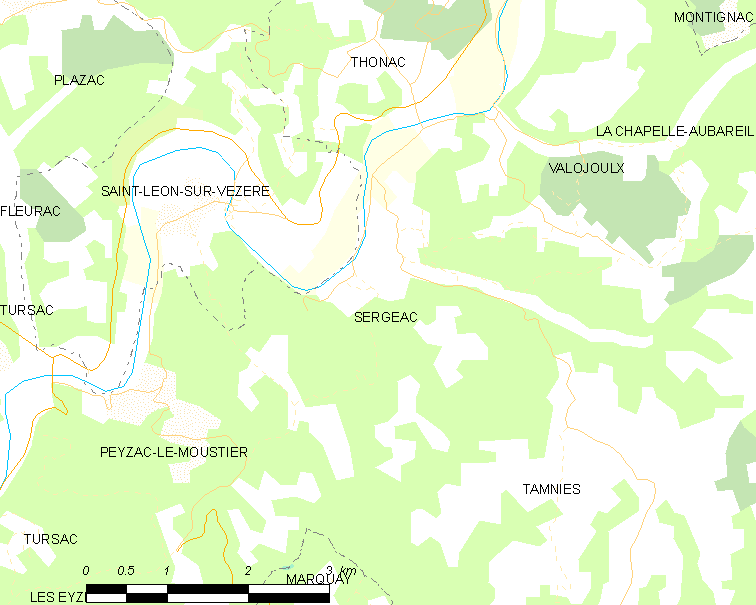
塞尔雅克的OSM定位图

塞尔雅克的时区为UTC+01:00、UTC+02:00（夏令时）。

## 行政
塞尔雅克的邮政编码为24290，INSEE市镇编码为24531。

## 政治
塞尔雅克所属的省级选区为人谷县。

## 人口

1962-2008年间塞尔雅克人口变化图示

塞尔雅克于2022年1月1日时的人口数量为215人。